# Дриново
Дриново (болг. Дриново) — село в Болгарии. Находится в Тырговиштской области, входит в общину Попово. Население составляет 472 человека (2022).

## Политическая ситуация
В местном кметстве Дриново, в состав которого входит Дриново, должность кмета (старосты) исполняет Теменужка Сыбева Берберска (коалиция в составе 2 партий: Гражданский союз за новую Болгарию (ГСНБ), Федерация Активного Гражданского Общества (ФАГО)) по результатам выборов.
Кмет (мэр) общины Попово — Людмил Веселинов (коалиция в составе 2 партий: Федерация Активного Гражданского Общества (ФАГО), Гражданский союз за новую Болгарию (ГСНБ)) по результатам выборов.